# Marauna punctatissima
Marauna punctatissima là một loài bọ cánh cứng trong họ Cerambycidae.